# Liste der Biografien/Kuc
Liste der Biografien |
Portal Biografien |
Personensuche
# |
A |
B |
C |
D |
E |
F |
G |
H |
I |
J |
K |
L |
M |
N |
O |
P |
Q |
R |
S |
T |
U |
V |
W |
X |
Y |
Z |
?
 
Ka |
Kb |
Kc |
Kd |
Ke |
Kf |
Kg |
Kh |
Ki |
Kj |
Kl |
Km |
Kn |
Ko |
Kp |
Kr |
Ks |
Kt |
Ku |
Kv |
Kw |
Ky |
Kx |
Kz
 
Kua |
Kub |
Kuc |
Kud |
Kue |
Kuf |
Kug |
Kuh |
Kui |
Kuj |
Kuk |
Kul |
Kum |
Kun |
Kuo |
Kup |
Kuq |
Kur |
Kus |
Kut |
Kuu |
Kuv |
Kuw |
Kux |
Kuy |
Kuz
Die Liste der Biografien führt alle Personen auf, die in der deutschsprachigen Wikipedia einen Artikel haben. Dieses ist eine Teilliste mit 379 Einträgen von Personen, deren Namen mit den Buchstaben „Kuc“ beginnt.

## Kuc
- KUC (1941–2010), österreichischer Maler
- Kuć, Dariusz (* 1986), polnischer Sprinter
- Küc, Enes (* 1996), deutsch-türkischer Fußballspieler
- Kuc, Thomas (* 2002), brasilianisch-US-amerikanischer Schauspieler

### Kuca
- Kucan, Joseph D. (* 1965), US-amerikanischer Regisseur, Schauspieler und Drehbuchautor
- Kučan, Milan (* 1941), jugoslawischer bzw. slowenischer Politiker und StaatsmannMilan Kučan (* 1941)

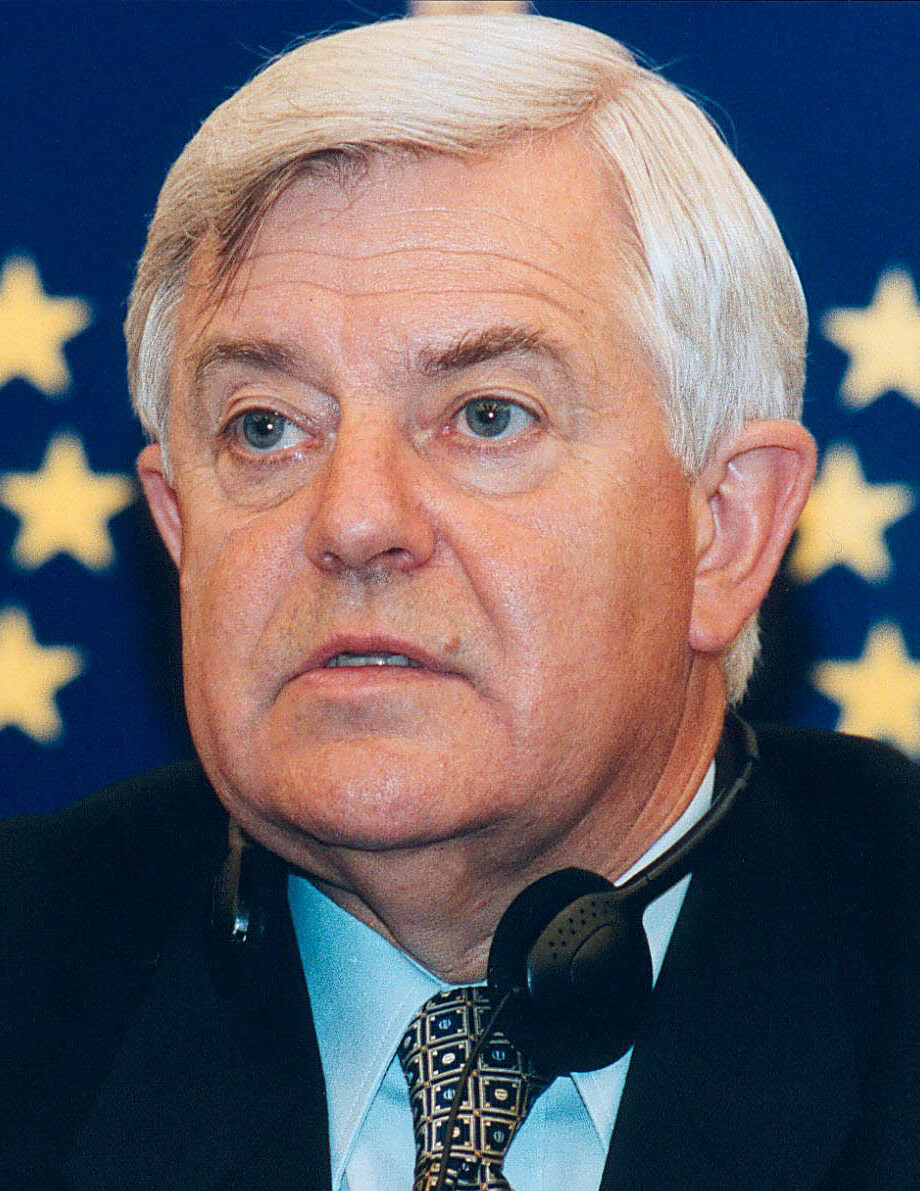
Milan Kučan (* 1941)

- Kučan, Štefka, First Lady Sloweniens (1991–2002), Ehefrau von Milan Kučan
- Kučan, Vlatko (* 1963), bosnisch-herzegowinischer Jazzsaxophonist und -klarinettist
- Kucana, Arben (* 1967), deutsch-albanischer Sportschütze
- Kućanski, Boško (1931–2016), bosnischer Kunsthistoriker und Bildhauer

### Kucb
- Kucbelová, Katarína (* 1979), slowakische Schriftstellerin

### Kucc
- Küçcük, Hasan (* 1988), türkischer Fußballspieler

### Kuce
- Kucera, Alexander (* 1967), österreichischer Pädagoge, Psychotherapeut und Buchautor, Schulgründer
- Kucera, Daniel William (1923–2017), US-amerikanischer Ordensgeistlicher, Hochschullehrer, Universitätspräsident, römisch-katholischer Erzbischof
- Kučera, Eduard (* 1953), tschechischer Software-Ingenieur, Unternehmer und Mitgründer von Avast
- Kučera, František (* 1968), tschechischer Eishockeyspieler
- Kučera, Janko (* 1987), kroatischer Eishockeyspieler
- Kučera, Joe (* 1943), tschechischer Saxophonist und Jazz-Flötist
- Kucera, John (* 1984), kanadischer Skirennläufer
- Kučera, Karol (* 1974), slowakischer Tennisspieler
- Kucera, Kurt (1932–2004), österreichischer Judoka
- Kucera, Louis Benedict (1888–1957), US-amerikanischer Geistlicher, Bischof von Lincoln
- Kučera, Martin (* 1990), slowakischer Hürdenläufer
- Kucera, Matthias (* 1972), österreichischer Politiker (ÖVP), Landtagsabgeordneter
- Kučera, Milan (* 1963), slowakischer Kanute
- Kučera, Milan (* 1974), tschechischer Nordischer Kombinierer
- Kučera, Oldřich (1914–1964), tschechoslowakischer Eishockeyspieler und -trainer
- Kučera, Petr (* 1978), tschechischer Turkologe
- Kučera, Radim (* 1974), tschechischer Fußballspieler
- Kučera, Rudolf (1940–2024), tschechoslowakischer Fußballspieler
- Kučera, Rudolf (1947–2019), tschechischer Politikwissenschaftler
- Kucera, Sid (1941–2025), Schweizer Jazzmusiker
- Kučera, Štěpán (* 1984), tschechischer Fußballspieler
- Kučera, Tom (* 1970), deutscher Rabbiner tschechischer Herkunft
- Kucera, Ulrike A. (* 1958), deutsche Schriftstellerin
- Kučeríková, Jana (* 1964), tschechische Mittel- und Langstreckenläuferin
- Kučerová, Adriana (* 1976), slowakische Opernsängerin (Sopran)
- Kučerová, Nikol (* 1989), tschechische Freestyle-Skisportlerin
- Kučerová-Záveská, Hana (1904–1944), tschechoslowakische Architektin und Designerin

### Kuch
- Kuch, Benjamin (* 1988), deutscher Schauspieler und Sänger
- Kuch, Bertl (1904–1994), deutsche Grafikerin, Kunstmalerin und Textilkünstlerin
- Kuch, Celia (* 1978), deutsche Triathletin
- Kuch, Christoph (* 1975), deutscher Zauberkünstler
- Kuch, Elena (* 1985), deutsche Journalistin und Dokumentarfilmerin
- Küch, Friedrich (1863–1935), deutscher Archivar und Historiker
- Kuch, Heiner (1893–1976), deutscher Eisenbahningenieur und Maler
- Kuch, Heinrich (1931–2020), deutscher Altphilologe
- Kuch, Joachim (* 1961), deutscher Sachbuchautor
- Küch, Konrad (1881–1948), deutscher Bürgermeister, Mitglied des Provinziallandtages der Provinz Hessen-Nassau
- Kuch, Kurt (1972–2015), österreichischer Journalist und Buchautor
- Küch, Richard (1860–1915), deutscher Physiker und Chemiker
- Kücha, Andreas (* 1968), deutscher Speläologe, Höhlentaucher, Kameramann und Fotograf
- Kuchar, Anna, Gerechter unter den Völkern
- Kuchar, Friedrich (1940–2004), österreichischer Politiker (FOÖ), Landtagsabgeordneter
- Kuchar, George (1942–2011), US-amerikanischer Filmregisseur
- Kuchar, Helena (1906–1985), Bäuerin und PartisaninHelena Kuchar (1906–1985)

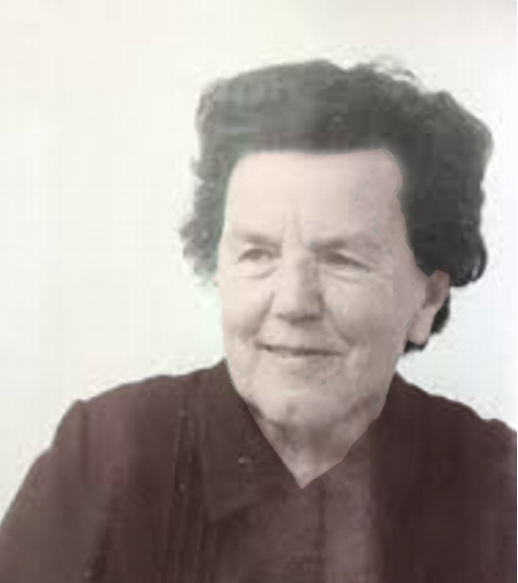
Helena Kuchar (1906–1985)

- Kuchař, Jan Křtitel (1751–1829), tschechischer Organist und Komponist
- Kuchar, Kateryna (* 1982), ukrainische Ballerina
- Kuchar, Matt (* 1978), US-amerikanischer Golfer
- Kuchar, Mike (* 1942), US-amerikanischer Experimental-Filmemacher, Kameramann und Comic-Illustrator
- Kuchar, Raimund (1909–1968), österreichischer Schauspieler, Regisseur und Theaterleiter
- Kuchař, Tomáš (* 1976), tschechischer Fußballspieler
- Kuchar, Wacław (1897–1981), polnischer Sportler
- Kuchar, Werner (1971–2013), deutscher römisch-katholischer Priester und Schriftsteller
- Kucharčík, Tomáš (* 1970), tschechischer Eishockeyspieler
- Kucharczyk, Alfred (1937–2020), polnischer Turner
- Kucharczyk, Jürgen (* 1957), deutscher Politiker (SPD), MdB
- Kucharczyk, Karolina (* 1991), polnische Paraolympionikin
- Kucharczyk, Michał (* 1991), polnischer FußballspielerMichał Kucharczyk (* 1991)

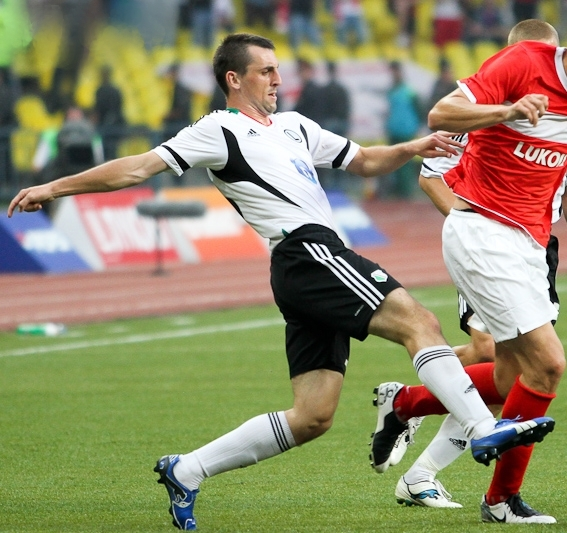
Michał Kucharczyk (* 1991)

- Kucharczyk, Richard (1908–1985), deutscher kommunistischer Widerstandskämpfer und politischer KZ-Häftling
- Kucharenko, Jakiw († 1862), ukrainischer Ataman, Generalmajor der Russischen Armee, Schriftsteller und Anthropologe
- Kucharewytsch, Mykola (* 2001), ukrainischer Fußballspieler
- Kuchařová, Ada (* 1958), tschechische Orientierungsläuferin
- Kuchařová, Taťána (* 1987), tschechisches Fotomodell, Miss World 2006
- Kucharowits, Katharina (* 1983), österreichische Politikerin (SPÖ), Abgeordneter zum Nationalrat
- Kucharski i Gonzàlez, Rosa Maria (1929–2006), katalanische klassische Pianistin, Musikpädagogin und Musikwissenschaftlerin
- Kucharski, Alexander (1741–1819), polnischer Maler
- Kucharski, Cezary (* 1972), polnischer Fußballspieler
- Kucharski, Dawid (* 1984), polnischer Fußballspieler
- Kucharski, Heinz (1919–2000), deutscher Indologe und Widerstandskämpfer, Mitglied der Weißen Rose
- Kucharski, Jan (1908–2002), polnischer Organist und Musikpädagoge
- Kucharski, Kazimierz (1909–1995), polnischer Mittelstreckenläufer und Sprinter
- Kucharski, Leszek (* 1959), polnischer Tischtennisspieler und -trainer
- Kucharski, Rolf (1948–2007), deutscher Fußballspieler
- Kucharski, Tomasz (* 1974), polnischer Ruderer
- Kucharski, Walter (1887–1958), deutscher Maschinenbauingenieur, Bauingenieur, Hochschullehrer und Rektor
- Kuchartschuk, Ilja Wladimirowitsch (* 1990), russischer Fußballspieler
- Kuchartschuk, Nika Walerjewna (* 1987), russische Tennisspielerin
- Kucharz, Diemut (* 1959), deutsche Pädagogin und Hochschullehrerin
- Kucharz, Wojciech (* 1952), polnischer Mathematiker
- Kucharzewski, Jan (1876–1952), polnischer Ministerpräsident und Historiker
- Kuchciński, Marek (* 1955), polnischer Politiker (PiS), Mitglied des Sejm
- Kuchczyński, Patryk (* 1983), polnischer Handballspieler
- Kuchejda, Martin (* 1957), deutscher Autor und Regisseur
- Kuchel, Fritz (1902–1990), deutscher Holzbildhauer und Restaurator
- Küchel, Johann Jakob Michael (1703–1769), deutscher Architekt
- Küchel, Ludwig (1900–1977), deutscher Gewerkschafter (ADGB/FDGB/DGB)
- Kuchel, Max (1859–1933), Hamburger Landschafts- und Porträtmaler
- Kuchel, Theodor (1819–1885), deutscher Landschaftsmaler und Porträtmaler
- Kuchel, Thomas (1910–1994), US-amerikanischer Politiker
- Küchelbecker, Michael (1798–1859), russischer Gardeleutnant, Forschungsreisender und Dekabrist
- Küchelbecker, Wilhelm (1797–1846), russischer Autor und DichterWilhelm Küchelbecker (1797–1846)

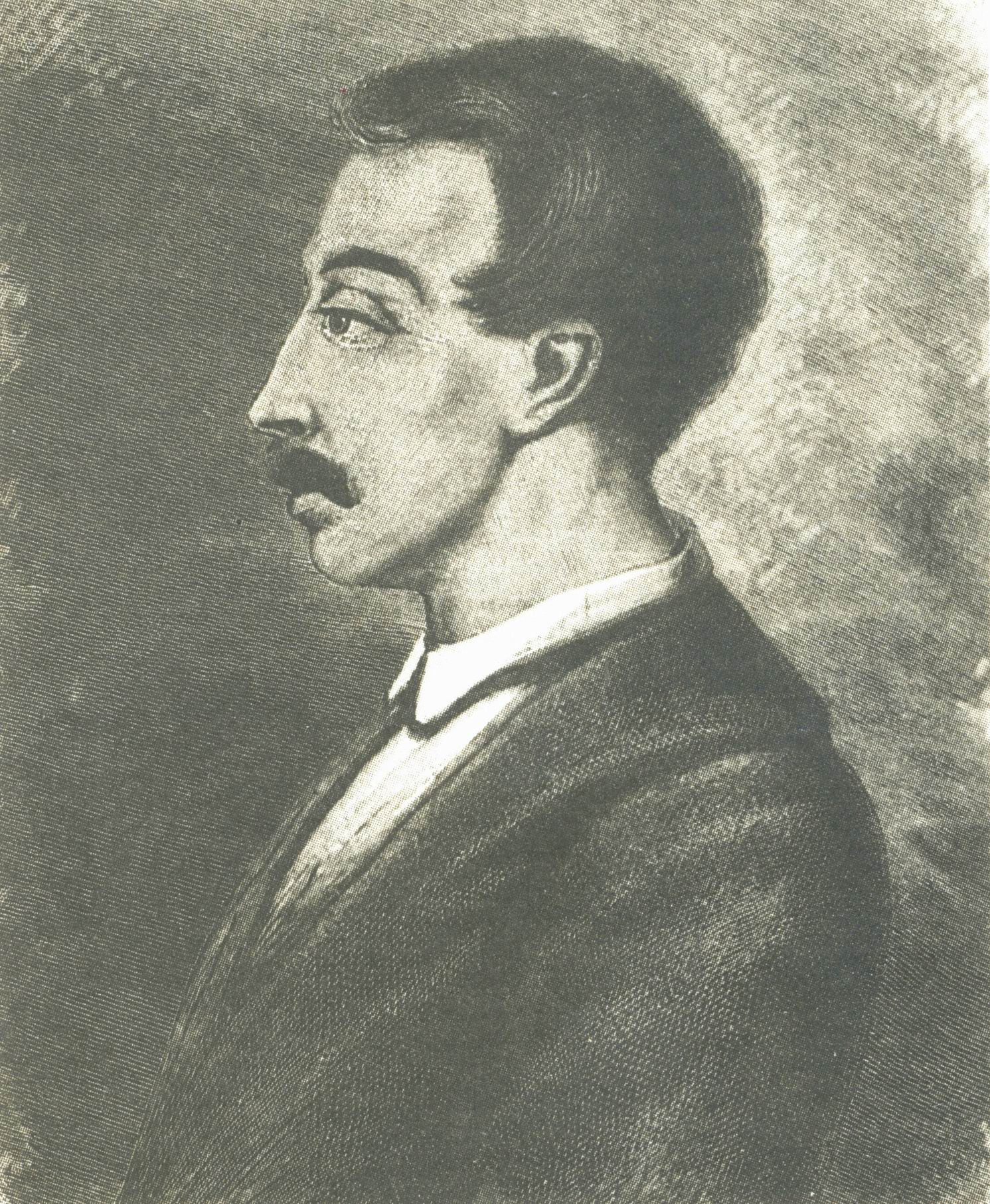
Wilhelm Küchelbecker (1797–1846)

- Kuchelmund, Johann († 1434), Benediktiner und Abt der Abtei Niederaltaich (1415–1434)
- Küchemann, Dietrich (1911–1976), deutsch-britischer Ingenieur
- Kuchen, Fritz (1877–1973), Schweizer Sportschütze
- Küchen, Gerhard (1861–1932), deutscher Unternehmer, Geschäftsführer der Firma Mathias Stinnes
- Kuchen, Herr (* 1996), deutscher Rapper
- Kuchen, Johann Theodor (1830–1884), deutscher Kaufmann und Politiker der Freien Stadt Frankfurt
- Kuchen, Josef (1907–1970), deutscher Maler
- Küchen, Martin (* 1966), schwedischer Jazz- und Improvisationsmusiker
- Küchen, Richard (1898–1974), deutscher Ingenieur
- Kuchen, Wilhelm (1926–2008), deutscher Chemiker für Anorganische Chemie
- Kuchenbaur, Sebastian (1936–2008), deutscher Politiker (CSU), MdL
- Kuchenbecker, André (* 1962), deutscher Moderator, Redakteur und Eventmanager
- Kuchenbecker, Bernd (* 1920), deutscher Handball-Nationalspieler
- Kuchenbecker, Jörn (* 1966), deutscher Augenarzt
- Kuchenbecker, Katherine J., US-amerikanische Ingenieurin
- Kuchenbecker, Maya (* 1972), deutsche Basketballspielerin
- Kuchenbecker, Otto (1907–1990), deutscher Basketballspieler
- Kuchenbuch, Albrecht Rudolf Paul (1867–1938), Geschäftsführer von P.Krücken
- Kuchenbuch, Christian (* 1964), deutscher Schauspieler
- Kuchenbuch, David (* 1980), deutscher Historiker und Hochschullehrer an der Justus-Liebig-Universität Gießen
- Kuchenbuch, Ernst (1858–1902), deutscher Landwirt, Soldat, USA-Auswanderer, Manager der Gründerjahre
- Kuchenbuch, Eugen Herbert (1890–1985), deutscher Schauspieler, Intendant, Schriftsteller, Journalist und Hochschullehrer
- Kuchenbuch, Franz (1812–1896), deutscher Jurist und Maler
- Kuchenbuch, Franz III (1863–1944), deutscher Gewerberat und Heimatforscher
- Kuchenbuch, Freidank (1910–1942), deutscher Prähistoriker
- Kuchenbuch, Ludolf (* 1939), deutscher Historiker und Musiker
- Kuchenbuch, Robert (* 1967), deutscher Schauspieler
- Kuchenbuch, Roland (* 1943), deutscher Schauspieler
- Kuchenbuch-Henneberg, Thomas (* 1940), deutscher Medienwissenschaftler, Filmemacher und ehemaliger Hochschullehrer
- Küchenhoff, Erich (1922–2008), deutscher Bürgerrechtler, Staatsrechtsprofessor und Politiker (SPD), MdL
- Küchenhoff, Günther (1907–1983), deutscher Rechtswissenschaftler
- Küchenhoff, Helmut (* 1958), deutscher Mathematiker
- Küchenhoff, Joachim (* 1953), deutsch-schweizerischer Psychiater, Psychotherapeut und Hochschullehrer
- Kuchenmann (* 1994), deutscher Rapper und Sänger
- Küchenmeister, Claus (1930–2014), deutscher Schriftsteller
- Küchenmeister, Daniel (* 1956), deutscher Publizist, Historiker und Ausstellungskurator
- Küchenmeister, Friedrich (1821–1890), deutscher Mediziner und Parasitologe
- Kuchenmeister, Konstanze (* 1968), deutsche Ärztin und Buchautorin
- Küchenmeister, Max (1849–1918), deutscher Pädagoge
- Küchenmeister, Nadja (* 1981), deutsche Schriftstellerin
- Küchenmeister, Rainer (1926–2010), deutscher Maler und Hochschullehrer
- Küchenmeister, Sebastian, deutscher katholischer Theologe
- Küchenmeister, Walter (1897–1943), deutscher Widerstandskämpfer gegen den Nationalsozialismus
- Küchenmeister, Wera (1929–2013), deutsche Schriftstellerin
- Küchenmeister-Rudersdorf, Hermine (1822–1882), deutsche Sängerin und Gesangspädagogin
- Kuchenmüller, Wilhelm (1900–1998), deutscher Altphilologe und Schulleiter
- Kuchenreuther, Steffen (1947–2013), deutscher Kinobetreiber und Filmproduzent
- Küchenthal, Paul (* 1875), Mitglied des Provinziallandtages der Provinz Hessen-Nassau
- Küchenthal, Werner (1882–1976), deutscher Jurist, Verwaltungsbeamter und Politiker (DNVP, NSDAP), Ministerpräsident des Landes Braunschweig
- KuchenTV (* 1995), deutscher YouTuber
- Kucher, Felix (* 1965), österreichischer Autor
- Kucher, Philip (* 1981), österreichischer Politiker (SPÖ), Abgeordneter zum NationalratPhilip Kucher (* 1981)

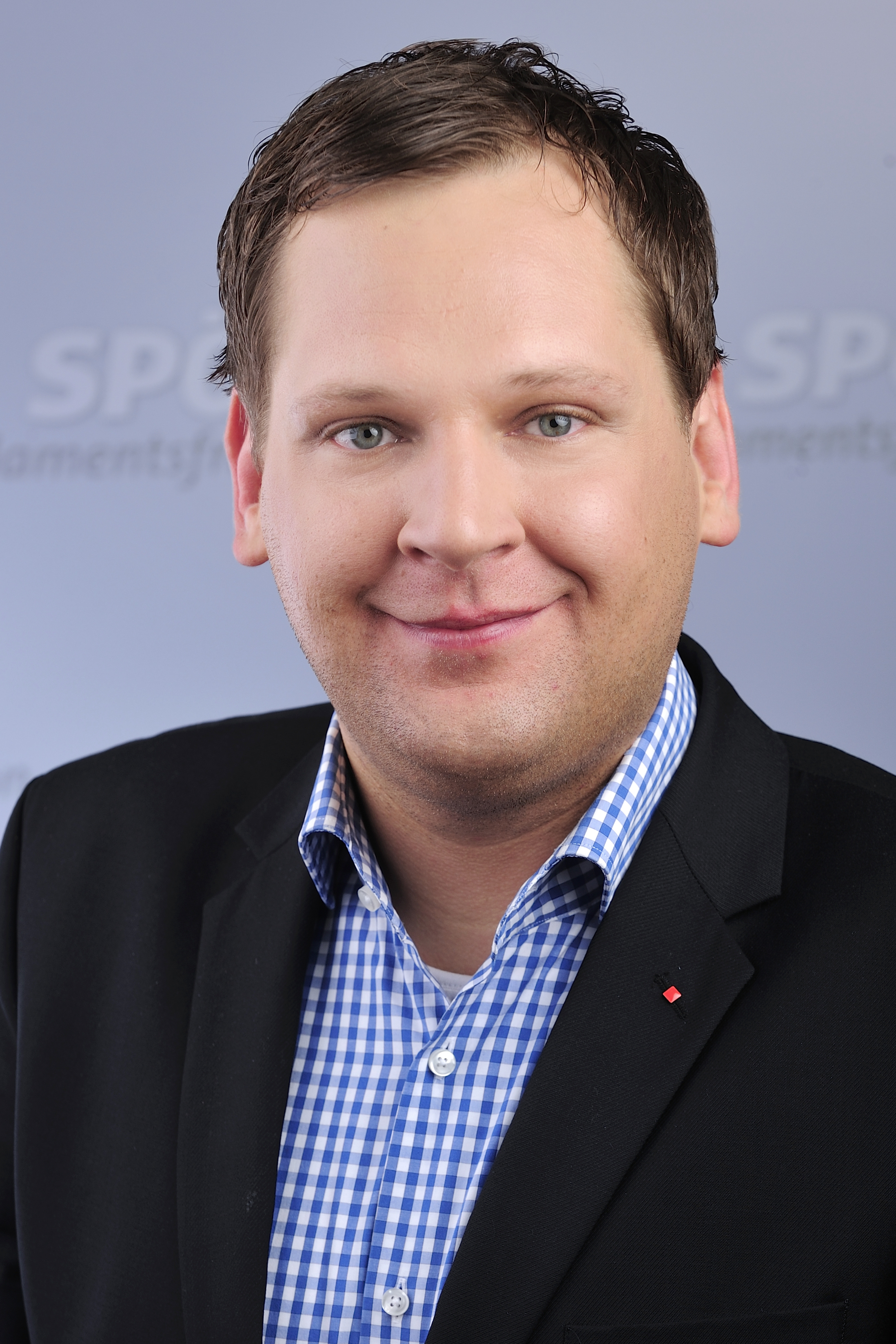
Philip Kucher (* 1981)

- Kucher, Simone (* 1973), deutsche Theater- und Hörspielautorin
- Kucherskiy, Nikolay (1937–2018), usbekischer Industrieller und Politiker
- Kuchiki, Natasha (* 1976), US-amerikanische Eiskunstläuferin
- Kuchimeister, Christian, Schweizer Chronist
- Kuchinka, Alexander (* 1967), österreichischer Schauspieler, Regisseur, Autor, Musiker und Kabarettist
- Kuchinke, Norbert (1940–2013), deutscher Journalist und Schauspieler
- Kuchinke, Simon (* 1990), deutscher Politiker (SPD)
- Kuchinke-Bach, Anneliese (1919–2009), deutsche Literaturwissenschaftlerin
- Kuchino, Takeshi (* 1986), japanischer Mittelstreckenläufer
- Kuchkarova, Nargiza (* 1999), usbekische Speerwerferin
- Küchl, Rainer (* 1950), österreichischer Violinist
- Küchl, Ulrich (* 1943), österreichischer römisch-katholischer Priester und Komponist
- Küchle, Aloys (1888–1936), deutscher Politiker
- Küchle, Manfred (* 1944), deutscher Maler
- Küchler, Albert (1803–1886), dänischer Historien-, Porträt- und Genremaler, Franziskaner (OFM)
- Kuchler, Albert (* 1998), deutscher Skilangläufer
- Küchler, Alwin H. (* 1965), deutscher Kameramann
- Küchler, Andreas (1953–2001), deutscher Maler und Grafiker
- Küchler, Balthasar († 1641), deutscher Maler
- Küchler, Carl (1869–1945), deutscher Nordistik-Forscher und Reiseschriftsteller
- Küchler, Carl Gotthelf (1807–1843), deutscher Zeichner, Maler und Radierer
- Kuchler, Christian (* 1974), deutscher Geschichtsdidaktiker und Historiker
- Kuchler, Christian (* 1985), Schweizer Koch
- Küchler, Emil (1844–1885), Anarchist
- Küchler, Erich (1912–1972), deutscher Kameramann
- Küchler, Ernst (* 1944), deutscher Politiker (SPD), MdB
- Küchler, Ernst von (1884–1956), deutscher Diplomat
- Küchler, Fabian (* 1997), deutscher Skeletonpilot
- Küchler, Ferdinand (1867–1937), deutscher Komponist
- Küchler, Friedrich (1799–1866), deutscher Verwaltungsbeamter und hessischer Abgeordneter
- Küchler, Friedrich (1822–1898), Provinzialdirektor der Provinz Rheinhessen und Ehrenbürger von Mainz
- Küchler, Georg von (1881–1968), deutscher Generalfeldmarschall im Zweiten WeltkriegGeorg von Küchler (1881–1968)

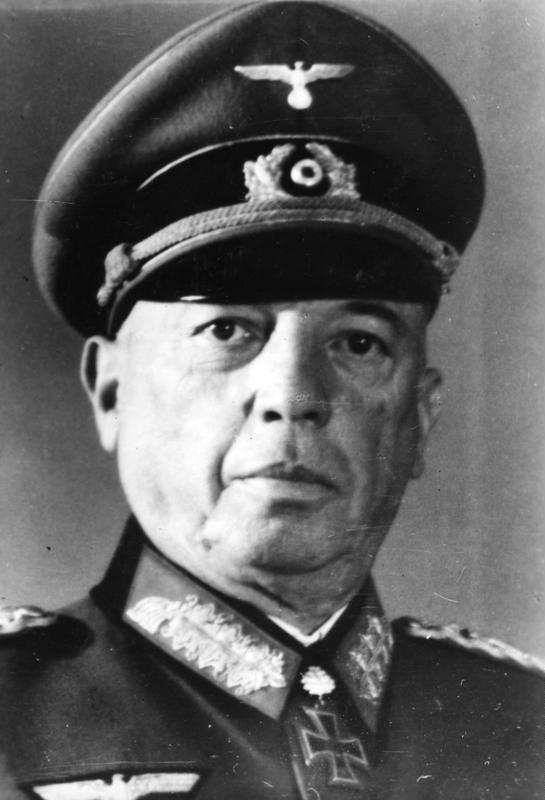
Georg von Küchler (1881–1968)

- Küchler, Hans (1929–2001), Schweizer Grafiker, Aquarellist, Glasmaler, Illustrator und Objektkünstler
- Küchler, Hans (1935–2023), deutscher Fußballspieler
- Küchler, Heinrich Bernhard Carl (1807–1868), Kaufmann und Politiker der Freien Stadt Frankfurt
- Kuchler, Heinz (1921–2006), deutscher Politiker (SPD), MdA
- Küchler, Herbert (1908–1964), deutscher Schachkomponist
- Küchler, Johann (1803–1873), deutscher Verwaltungsbeamter
- Küchler, Josef (1902–1997), ostdeutscher Politiker (CDU)
- Küchler, Karl (1773–1854), deutscher Politiker, hessen-darmstädtischer Beamter und Landtagsabgeordneter
- Küchler, Karl von (1831–1922), kurhessischer Hofmarschall
- Küchler, Kurt (1883–1925), deutscher Journalist und Schriftsteller
- Küchler, Leopold (1910–1984), österreichischer Chemiker
- Küchler, Max (* 1944), Schweizer römisch-katholischer Theologe und Bibelwissenschaftler
- Kuchler, Maximilian von (* 1857), bayerischer Generalleutnant
- Küchler, Niklaus (* 1941), Schweizer Politiker (CVP)
- Kuchler, Ralf (* 1969), deutscher Marineoffizier und Konteradmiral
- Küchler, Rudolf (1867–1946), österreichischer Bildhauer
- Küchler, Sabine (* 1965), deutsche Schriftstellerin
- Küchler, Steven (* 1975), deutscher Boxer
- Küchler, Tim (* 1986), deutscher Schauspieler
- Kuchler, Walter (* 1932), deutscher Sportwissenschaftler, Autor, Forscher und Lehrer
- Küchler, Walther (1877–1953), deutscher Romanist und Literaturwissenschaftler
- Küchler, Wilhelm (1846–1900), Oberbürgermeister von Worms, Finanzminister des Großherzogtums Hessen
- Küchler, Wilhelm (* 1936), deutscher Politiker (CDU), MdL
- Küchler-Blessing, Sebastian (* 1987), deutscher Organist und Hochschullehrer
- Küchler-Flury, Maria (* 1941), Schweizer Politikerin
- Küchler-Ming, Rosalie (1882–1946), Schweizer Heimatschriftstellerin
- Küchler-Silberman, Lena (1910–1987), polnische Akteurin des Jüdischen Widerstands gegen den Nationalsozialismus in Polen
- Küchler-Stahn, Nicole (* 1980), deutsche Medienmanagerin, Wirtschaftswissenschaftlerin und Hochschullehrerin
- Küchlin, Karl (1864–1935), deutsch-schweizerischer Unternehmer, Theaterdirektor und Mäzen
- Kuchling, Gerald (* 1952), österreichisch-australischer Herpetologe
- Kuchling, Guundie, österreichisch-australische Schriftstellerin und Künstlerin
- Kuchling, Heimo (1917–2013), österreichischer Kunsttheoretiker
- Kuchling, Klaus (* 1963), österreichischer Organist und Dirigent
- Kuchling, Mirella (* 1969), österreichische Autorin, Journalistin und Online-Redakteurin
- Küchling, Walther (1878–1918), deutscher Schriftsteller
- Kuchling, Zalka (* 1961), österreichische Lehrerin und Politikerin (GRÜNE), Landtagsabgeordnete
- Küchly, Peter (1836–1908), französisch-deutscher Geistlicher und Politiker, MdR
- Kuchma, Aleksandr (* 1980), kasachischer Fußballspieler mit deutschem Pass
- Küchmeister, Dirk (1962–2014), deutscher Rechtsanwalt und TV-Darsteller
- Küchmeister, Michael († 1423), Hochmeister des Deutschen OrdensMichael Küchmeister († 1423)

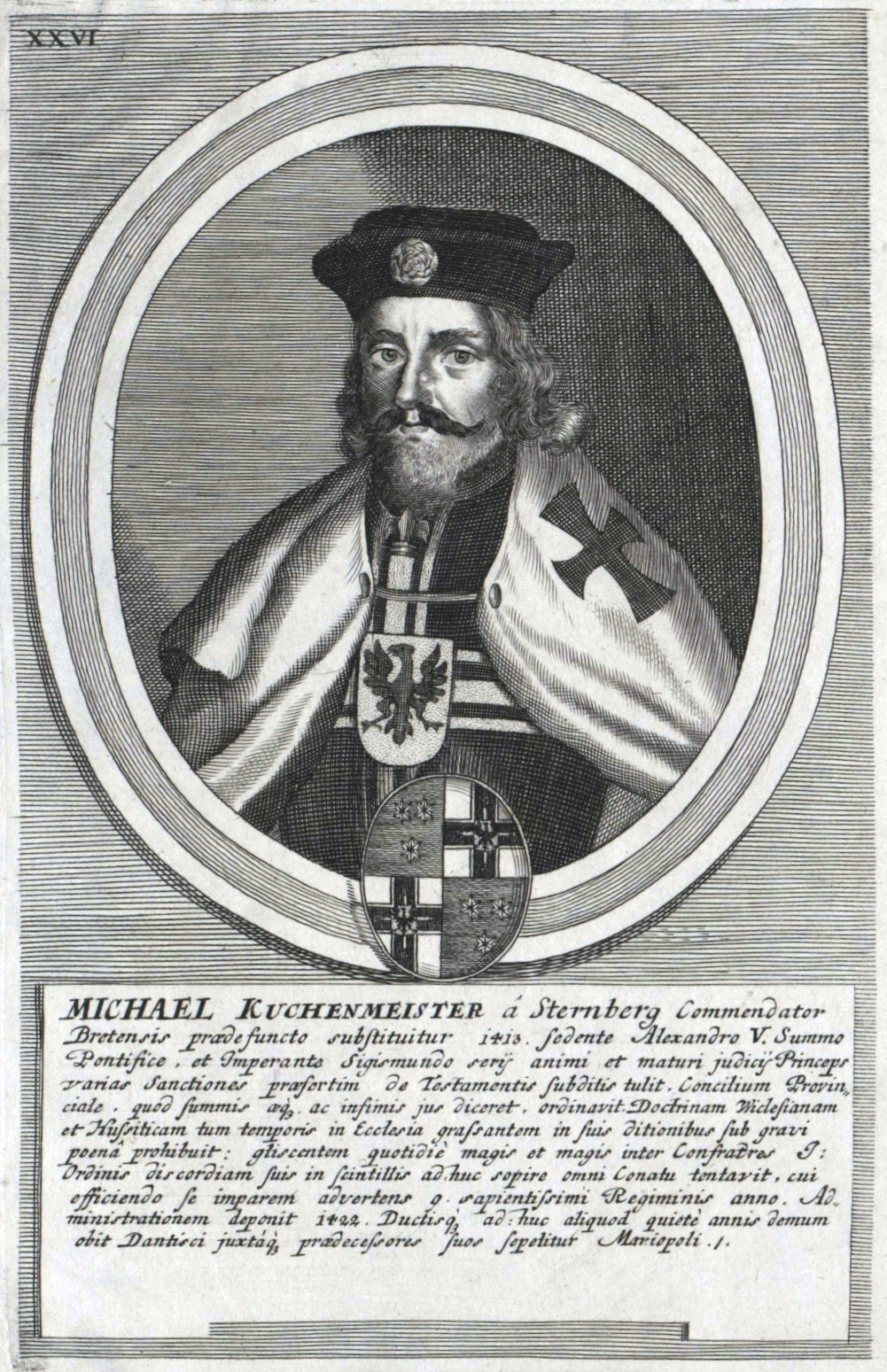
Michael Küchmeister († 1423)

- Kuchmiak, Michael (1923–2008), apostolischer Exarch für Großbritannien
- Kuchner, Johann (1881–1972), österreichischer Politiker (ÖVP), Landtagsabgeordneter, Mitglied des Bundesrates
- Kuchta, Gerrit (* 1986), deutscher Schauspieler
- Kuchta, Gladys (1915–1998), US-amerikanische Opernsängerin (Sopran)
- Kuchta, Jan (* 1997), tschechischer Fußballspieler
- Kuchta, Oleg Walerjewitsch (* 1970), russischer Militär, Sänger und Schauspieler
- Kuchta, Rafał (* 1980), polnischer Nordischer Kombinierer
- Kuchta, Rainer (* 1943), polnischer Fußballspieler
- Kuchta, Tatjana (* 1990), belarussische Ruderin
- Kuchta, Zygfryd (* 1944), polnischer Handballspieler und -trainer
- Kuchtinow, Roman Jewgenjewitsch (* 1975), russischer Eishockeyspieler
- Kuchtner, Edeltraud (1907–2002), deutsche Politikerin (CSU), MdB
- Kuchwalek, Wanda (1947–2004), österreichische Zuhälterin

### Kuci
- Kuçi, Hajredin (* 1971), kosovarischer Jurist und Politiker
- Kuci, Kim (* 1973), niederländischer American-Football-Spieler
- Kuciak, Dušan (* 1985), slowakischer Fußballtorhüter
- Kuciak, Ján (1990–2018), slowakischer Investigativjournalist und Mordopfer
- Kuciaková, Miroslava (* 1989), slowakische Volleyballspielerin
- Kuciapski, Artur (* 1993), polnischer Mittelstreckenläufer
- Kuçik, Ali (* 1991), türkischer Fußballspieler
- Kucina, Irēna (* 1981), lettische Juristin
- Kucinich, Dennis (* 1946), US-amerikanischer PolitikerDennis Kucinich (* 1946)

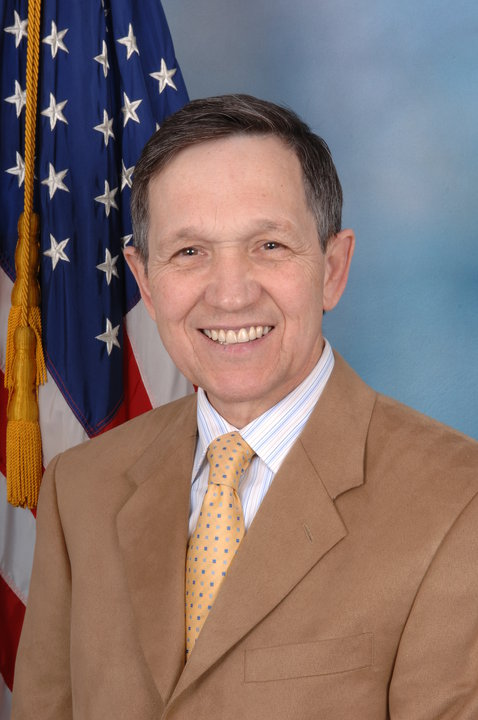
Dennis Kucinich (* 1946)

- Kučinskas, Edmundas (* 1955), litauischer Sänger, Songwriter, Musiker
- Kučinskas, Vidmantas (* 1960), litauischer Unternehmer
- Kuciński, Benjamin (* 1982), polnischer Geher
- Kucinski, Bernardo (* 1937), brasilianischer Journalist, Autor und Hochschullehrer
- Kučinskis, Māris (* 1961), lettischer Politiker, Ministerpräsident seines Landes (2016–2019)
- Kučírek, Ivan (1946–2022), tschechoslowakischer Bahnradsportler

### Kuck
- Kück, Achim (* 1956), deutscher Jazzpianist und Komponist
- Kuck, David (* 1937), US-amerikanischer Computer-Konstrukteur und Informatiker
- Kuck, Gerd Leo (* 1943), deutscher Dramaturg, Regisseur und Intendant
- Kück, Gerd-Rüdiger (* 1953), deutscher Verwaltungsbeamter und Bremer Staatsrat
- Kück, Heike (* 1960), deutsche Biologin und Zoodirektorin
- Kuck, John (1905–1986), US-amerikanischer Leichtathlet
- Kuck, Jonathan (* 1990), amerikanischer Eisschnellläufer
- Kuck, Jürgen Bernhard (* 1952), deutscher Maler, Graphiker und Kunstpädagoge
- Kuck, Karl-Heinz (* 1952), deutscher Kardiologe
- Kück, Klaus Dieter (1940–2025), deutscher Politiker (SPD), MdBB
- Kuck, Manuela (* 1960), deutsche Schriftstellerin
- Kück, Marcus (* 1973), deutscher Basketballspieler
- Kuck, Marie von (* 1971), deutsche Investigativ-Journalistin, Theatertherapeutin, Puppenspielerin und Lyrikerin
- Kück, Marko (* 1976), deutscher Fußballspieler
- Kuck, Wolfgang (* 1967), deutscher Volleyballspieler
- Kucka, Juraj (* 1987), slowakischer Fußballspieler
- Kučka, Matthias († 1474), Bischof von Leitomischl
- Kuckart, Judith (* 1959), deutsche Tänzerin, Choreografin, Regisseurin und SchriftstellerinJudith Kuckart (* 1959)

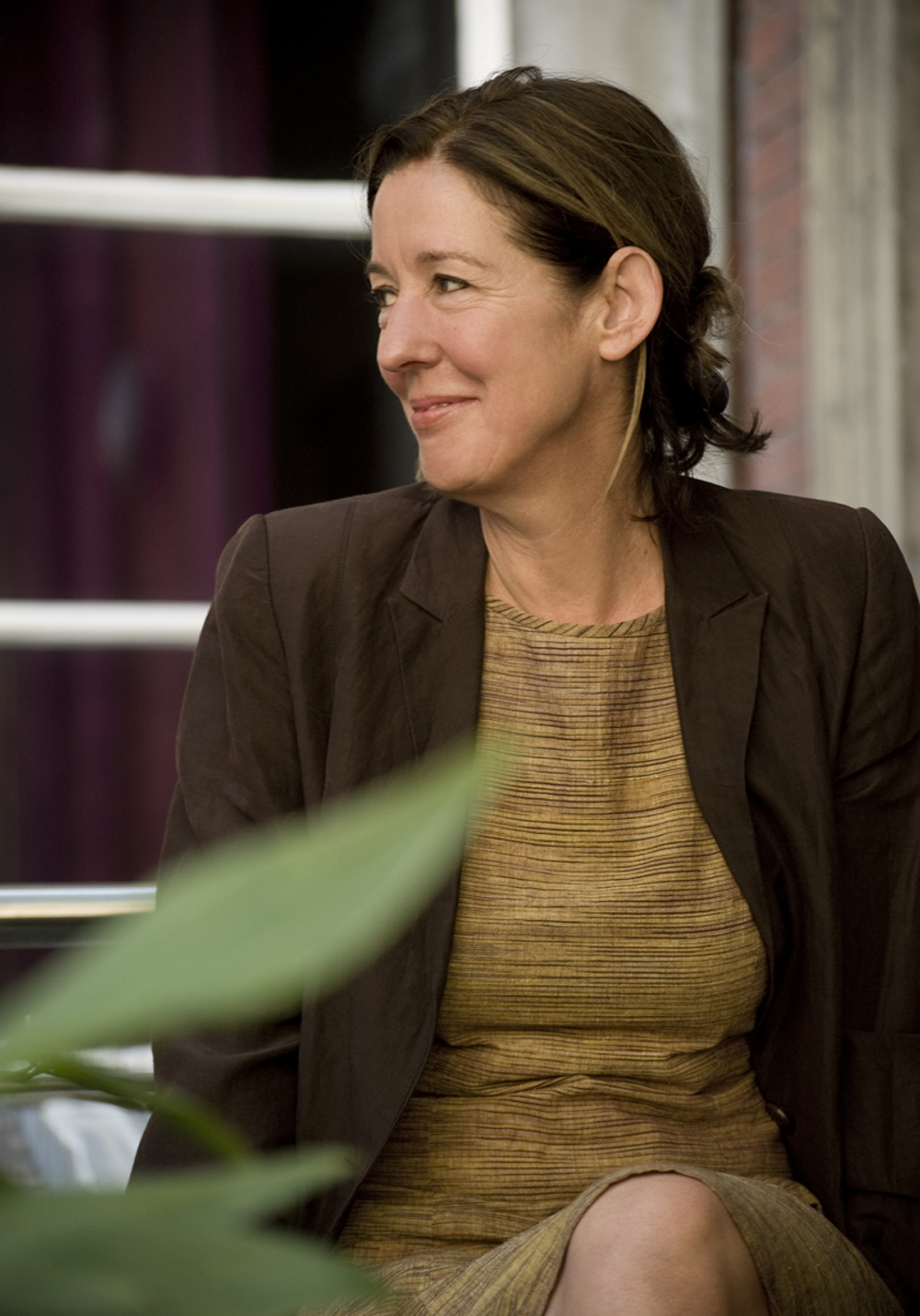
Judith Kuckart (* 1959)

- Kuckart, Leonhard (1932–2020), deutscher Politiker (CDU), MdL
- Kuckartz, Jupp (1912–1985), deutscher Maler, Grafiker und Designer
- Kuckartz, Udo (* 1951), deutscher Erziehungswissenschaftler
- Kuckei, Max (1890–1948), deutscher Volkskundler und Volksliedsammler
- Kuckei, Peter (1938–2023), deutscher Künstler
- Kuckein, Jürgen-Detlef (* 1944), deutscher Jurist, Richter am Bundesgerichtshof
- Kuckelkorn, Bernhard (1913–1989), deutscher Politiker (CDU), Bürgermeister von Stolberg (Rheinland)
- Kuckelkorn, Christoph (* 1964), deutscher Bestattungsunternehmer und Kölner Karnevalist
- Kuckelkorn, Wilfried (* 1943), deutscher Politiker (SPD), MdEP
- Kückelmann, Gertrud (1929–1979), deutsche SchauspielerinGertrud Kückelmann (1929–1979)

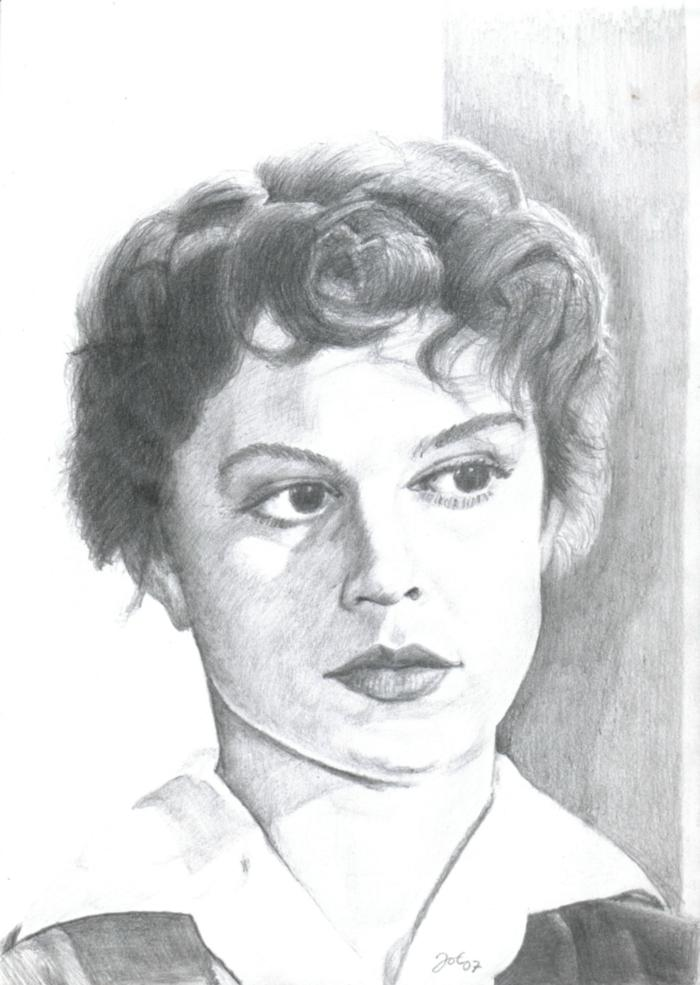
Gertrud Kückelmann (1929–1979)

- Kückelmann, Norbert (1930–2017), deutscher Filmregisseur und Autor
- Kückelmann, Sabine (1957–2018), deutsche Fotografin, Filmemacherin, Schauspielerin und Tierrechtlerin
- Kücken, Friedrich Wilhelm (1810–1882), deutscher Komponist
- Kückens, Hinrich Gerhard (1853–1944), deutscher Politiker
- Kücker, Wilhelm (1933–2014), deutscher Architekt und Autor
- Kuckertz, Andreas (* 1972), deutscher Wirtschaftswissenschaftler, Hochschullehrer und Autor
- Kuckertz, Beate (* 1963), deutsche Herausgeberin und Verlegerin
- Kuckertz, Erwin (1924–2015), deutscher Klavierpädagoge, Hochschullehrer und Komponist
- Kuckertz, Josef (1930–1996), deutscher Musikethnologe und Hochschullehrer
- Kuckertz, Robert (* 1959), deutscher Bundeswehr-Dirigent
- Kuckherm, Lars (* 1993), deutscher Poolbillardspieler
- Kuckhoff, Adam (1887–1943), deutscher Schriftsteller und Widerstandskämpfer gegen den NationalsozialismusAdam Kuckhoff (1887–1943)

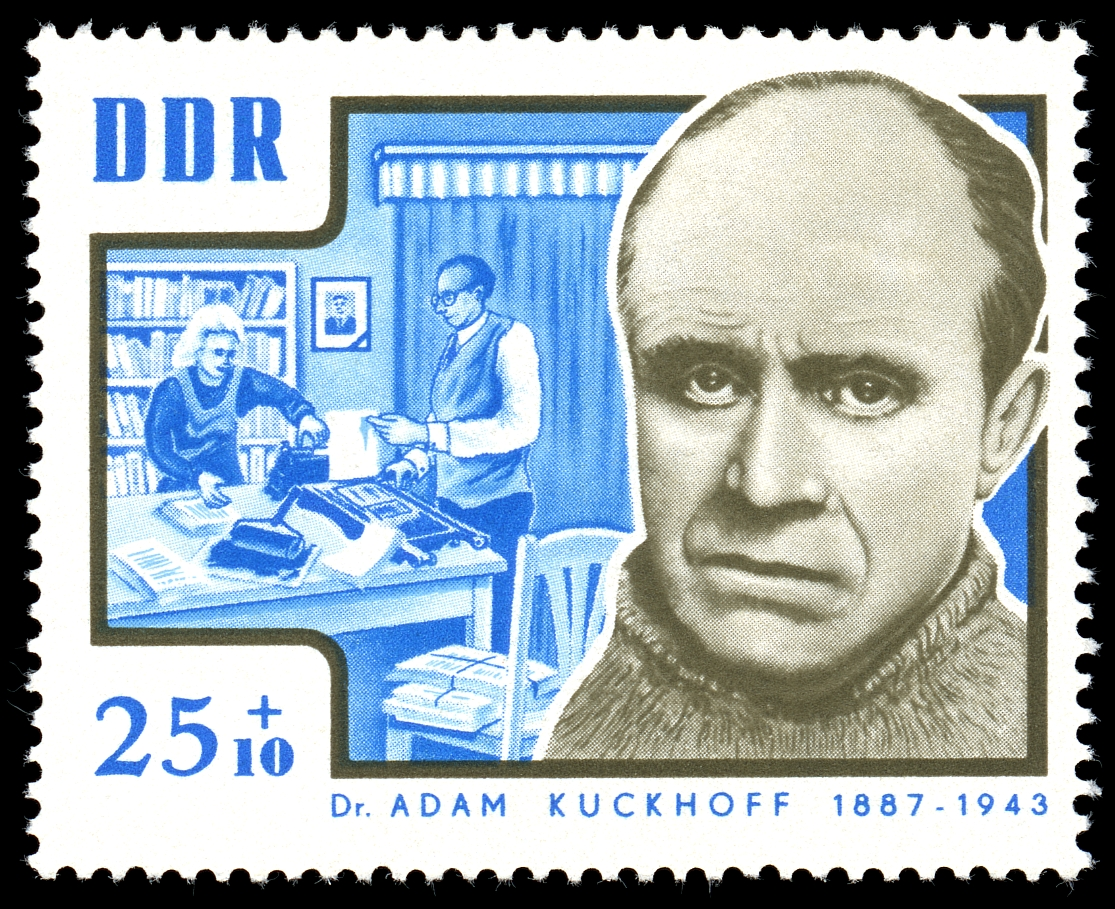
Adam Kuckhoff (1887–1943)

- Kuckhoff, Armin-Gerd (1912–2002), deutscher Theaterwissenschaftler
- Kuckhoff, Carl Joseph (1878–1944), deutscher Politiker (Zentrum), MdR
- Kuckhoff, Greta (1902–1981), deutsche Widerstandskämpferin und Präsidentin der Staatsbank der DDR, MdV
- Kucki, Gerhard (* 1945), deutscher Badmintonspieler
- Kucki, Karin (* 1944), deutsche Badmintonspielerin
- Kucklick, Christoph (* 1963), deutscher Soziologe, Journalist und Sachbuchautor
- Kucklick, Wolfgang (1934–2023), deutscher Leichtathletikfunktionär, Sportveranstalter, Polizist
- Kuckuck, Christian (1844–1893), deutscher Tierarzt und Zoologe
- Kuckuck, Georg August (1767–1841), Stadtkommandant und Ehrenbürger von Hildesheim
- Kuckuck, Heinrich (1900–1983), deutscher Politiker (NSDAP), MdL
- Kuckuck, Henrich (1792–1846), deutscher Landwirt, Bürgermeister und Politiker
- Kuckuck, Hermann (1903–1992), deutscher Pflanzengenetiker und Züchtungsforscher
- Kuckuck, Ludwig, deutscher Verwaltungsjurist im Königreich Hannover
- Kuckuck, Nanna (* 1967), deutsche Modedesignerin
- Kuckuck, Otto Walter (* 1871), deutscher Architekt
- Kuckuk, Peter (1938–2018), deutscher Historiker und Hochschullehrer

### Kucm
- Kučmová, Aneta (* 2000), tschechische Tennisspielerin

### Kuco
- Kuconis, Pranas (* 1961), litauischer Jurist, Kriminalist und Verfassungsrichter
- Kučová, Kristína (* 1990), slowakische TennisspielerinKristína Kučová (* 1990)

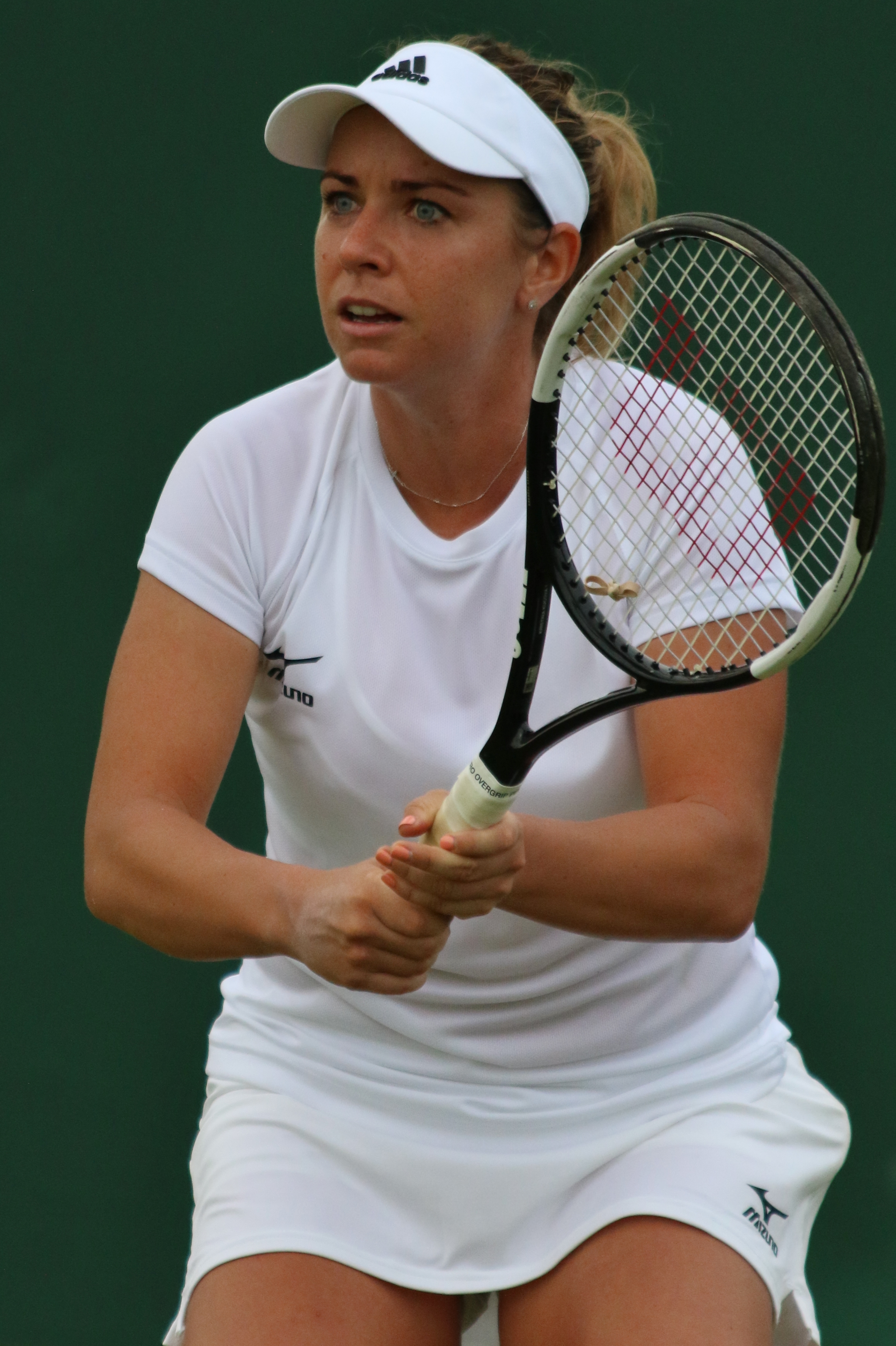
Kristína Kučová (* 1990)

- Kučová, Zuzana (* 1982), slowakische Tennisspielerin
- Kucówna, Zofia (1933–2024), polnische Schauspielerin und Schriftstellerin

### Kucs
- Kucs, Aleksandrs (* 2000), lettischer Leichtathlet
- Kučs, Artūrs (* 1975), lettischer Jurist
- Kucsera, Gábor (* 1982), ungarischer Kanute
- Kucsera, László (1920–2006), ungarischer Generalmajor
- Kucsera, Pál (1922–1985), ungarischer Radsportler
- Kucsko-Stadlmayer, Gabriele (* 1955), österreichische Verfassungsjuristin, Richterin am Europäischen Gerichtshof für Menschenrechte

### Kucu
- Küçük, Erhan (* 1981), türkischer Fußballspieler
- Küçük, Esra (* 1983), deutsch-türkische Sozialwissenschaftlerin
- Küçük, Fazıl (1906–1984), zyprischer Politiker, Vizepräsident der Republik Zypern
- Küçük, Feyzullah (* 1962), türkischer Fußballspieler
- Küçük, İlhan (* 1985), bulgarischer Politiker, MdEP
- Küçük, İrsen (1940–2019), türkisch-zyprischer Politiker
- Küçük, Mustafa Kemal (* 1994), türkischer Fußballspieler
- Küçük, Veli (* 1944), türkischer Brigadegeneral
- Küçük, Yalçın (* 1938), türkischer Publizist
- Küçükakyüz, Hasan (* 1957), türkischer General
- Küçükandonyadis, Lefter (1925–2012), türkischer FußballnationalspielerLefter Küçükandonyadis (1925–2012)

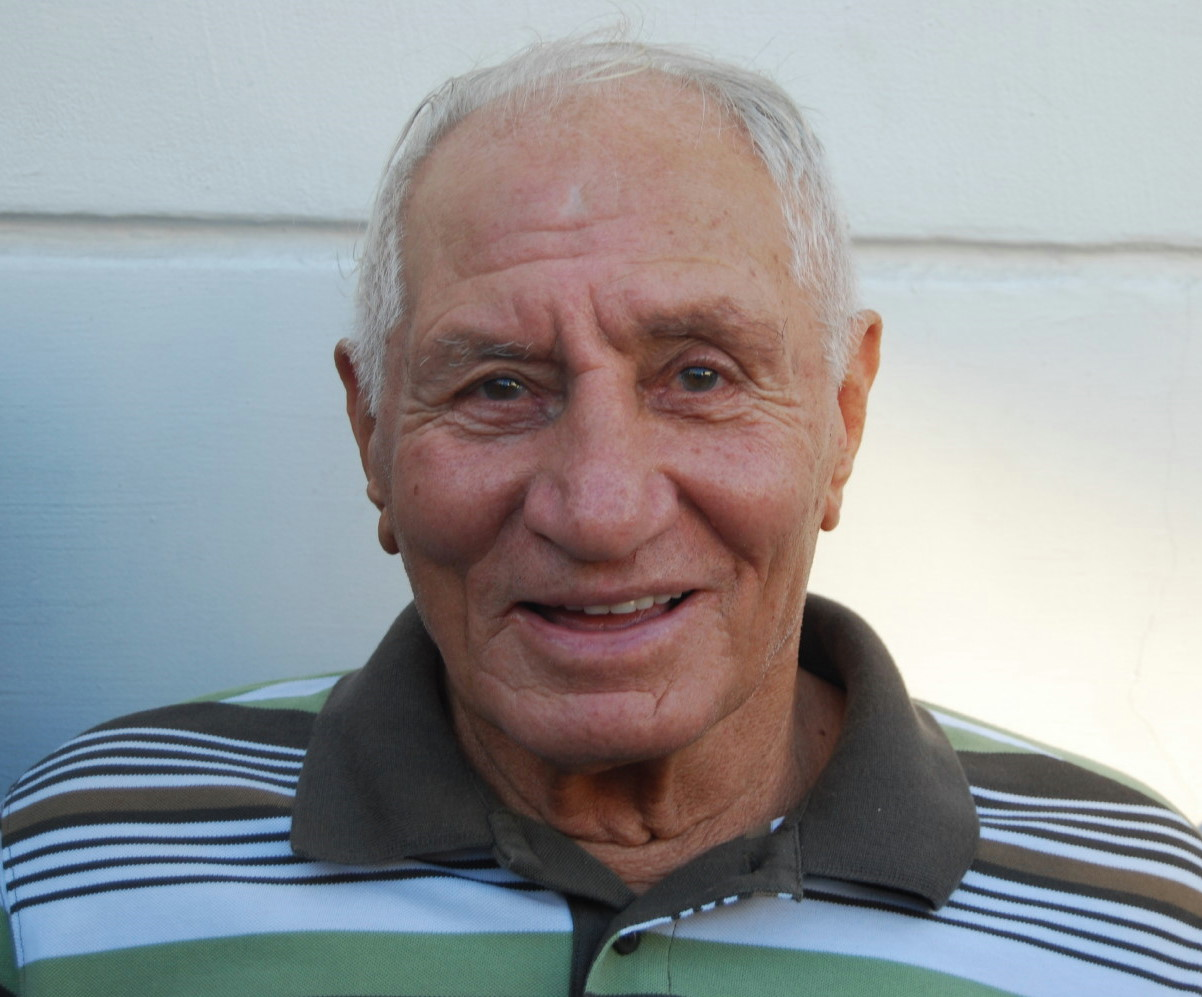
Lefter Küçükandonyadis (1925–2012)

- Küçükaydın, Ali (* 1948), türkischer Politiker
- Küçükayvaz, Cengiz (* 1968), türkischer Schauspieler
- Küçükbakırcı, Erol (* 1945), türkischer Radrennfahrer
- Küçükbay, Kemal (* 1982), türkischer Straßenradrennfahrer
- Küçükduru, Doğan (1954–2021), türkischer Fußballspieler
- Küçükköse, Hazal Filiz (* 1988), türkische Schauspielerin
- Küçükoğullarından, Serkan (* 1971), türkischer Fußballspieler und Fußballtrainer
- Kučuković, Mustafa (* 1986), deutscher FußballspielerMustafa Kučuković (* 1986)

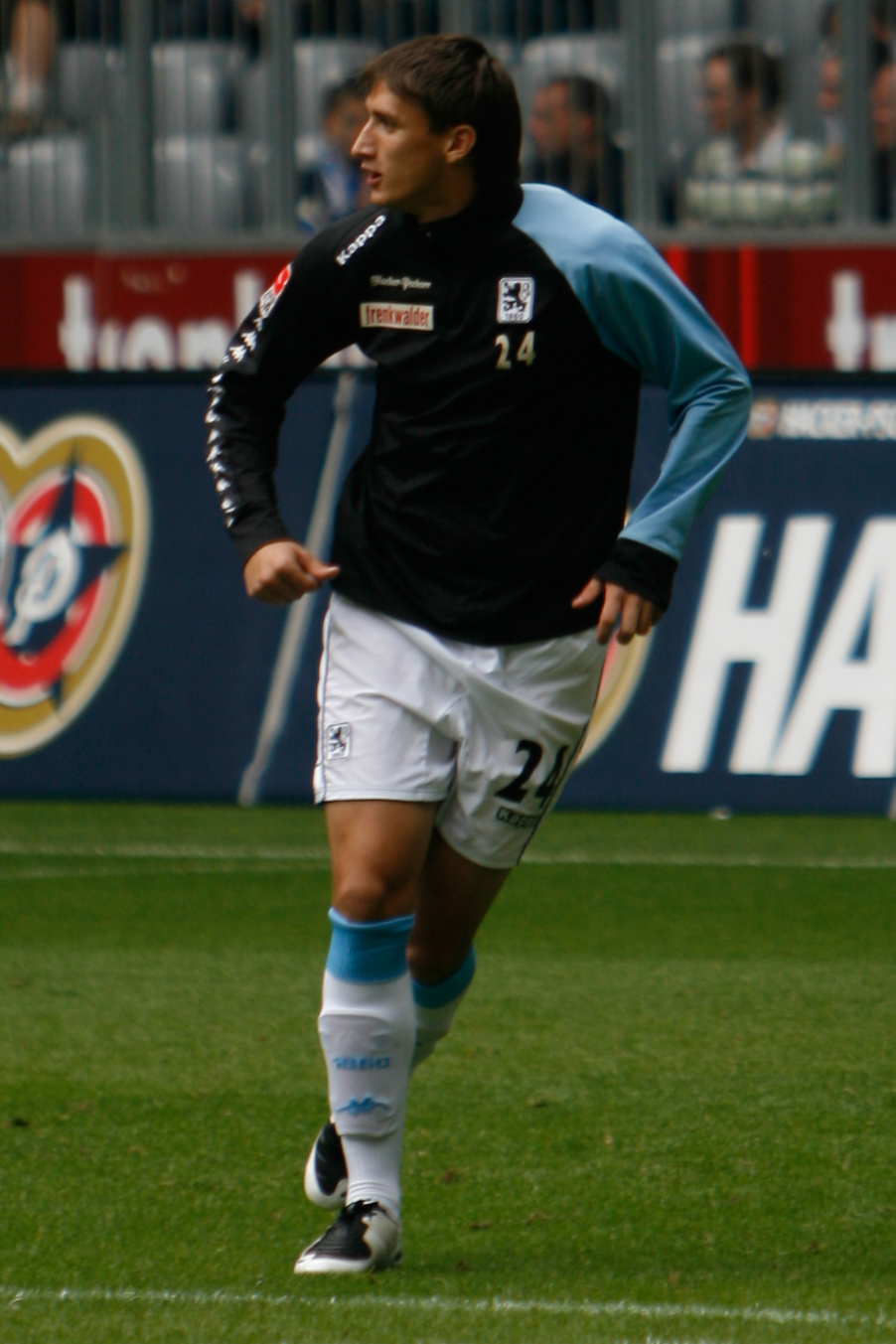
Mustafa Kučuković (* 1986)

- Küçükşahin, Mahmut (* 2004), türkischer Fußballspieler
- Küçükvardar, Alp (* 1976), türkischer Fußballspieler
- Kuçuradi, İoanna (* 1936), türkische Philosophin

### Kucy
- Kučys, Aurimas (* 1981), litauischer Fußballspieler

### Kucz
- Kucz, Gustav (1901–1963), deutscher Archivar, Dolmetscher und Übersetzer
- Kucz, Tomasz (* 1999), polnischer Fußballspieler
- Kuczenski, Bruce (* 1961), US-amerikanischer Basketballspieler
- Kuczer, Bernardo (1955–2023), argentinischer Komponist, Musiktheoretiker und Architekt
- Kuczer, Daria (* 1999), polnische Tennisspielerin
- Kuczera, Andreas (* 1972), deutscher Geisteswissenschaftler und Mediävist
- Kuczera, Heinz (1935–2020), deutscher Eishockeyspieler (DDR)
- Kuczera, Piotr (* 1995), polnischer Judoka
- Kuczera, Robert (* 1973), deutscher Animation Supervisor und 3D Animator
- Kuczinrade, Frantze, Dresdner Ratsherr und Bürgermeister
- Kuczinski, Günter (* 1954), deutscher Fußballspieler
- Kuczko, Sławomir (* 1985), polnischer Schwimmer
- Kuczkowska, Dorota (* 1979), polnische Kanurennsportlerin
- Kuczkowski, Alex von (* 1977), deutscher Sportjournalist und Buch-Autor
- Kuczma, Adam (1924–2017), polnischer methodistischer Theologe, Präsident des Ökumenischen Rates der Kirchen in Polen
- Kuczma, Marek (1935–1991), polnischer Mathematiker und Hochschullehrer
- Kuczmann, Achim (* 1954), deutscher Basketballspieler und -trainer
- Kuczmann, Bodo, deutscher Basketballspieler
- Kuczmann, Maria (* 1957), deutsche Basketballspielerin
- Kuczmann, Michael (* 1993), deutscher Basketballspieler
- Kuczok, Wojciech (* 1972), polnischer Schriftsteller
- Kuczora, Csenge (* 2000), ungarische Handballspielerin
- Kuczyńska-Budka, Katarzyna (* 1971), polnische Politikerin (PO), Stadtpräsidentin von Gliwice
- Kuczyński, Antoni (* 1935), polnischer Historiker und Ethnologe
- Kuczynski, Dennis, deutscher American-Football-Spieler
- Kuczyński, Eugen von (1852–1938), österreichischer Diplomat
- Kuczynski, Jürgen (1904–1997), deutscher Historiker und WirtschaftswissenschaftlerJürgen Kuczynski (1904–1997)

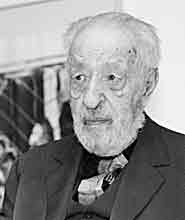
Jürgen Kuczynski (1904–1997)

- Kuczyński, Kamil (* 1985), polnischer Bahnradsportler
- Kuczynski, Marguerite (1904–1998), deutsche Wirtschaftswissenschaftlerin, Übersetzerin und Editorin von Marx-Engels-Schriften
- Kuczynski, Max (1890–1967), deutsch-peruanischer Anthropologe
- Kuczynski, Pedro Pablo (* 1938), peruanischer Politiker und Ökonom
- Kuczynski, Rita (* 1944), deutsche Schriftstellerin, Philosophin und Publizistin
- Kuczynski, Robert René (1876–1947), deutscher Ökonom und Demograph
- Kuczynski, Thomas (1944–2023), deutscher Wirtschaftshistoriker
- Kuczynski, Wilhelm (1842–1918), deutscher Bankier und Unternehmer